# Meroë
Meroë (meroitski:  Medewi ali Bedewi; arabsko: مرواه, Meruwah) je ime starodavnega mesta na vzhodni obali Nila, okoli 6 km severovzhodno od postaje Kabushiya pri mestu Shendija v Sudanu; okoli 200 km severovzhodno od Kartuma.
Ob arheološkem nahajališču je skupina naselij z imenom Bagrawiyah. Mesto je znano kot večstoletna prestolnica kraljestva Kuš, ki se je razprostiralo do pod Asuanom v Egiptu. Po njem se je tedanja kušanska država imenovala "Kraljevstvo Meroë" (8.-4. st. pr. n. št.). To kraljestvo seje  razprostiralo od Sredozemlja do sredine Afrike in Meroë priča o njegovi umjetniški, graditeljski, verski, jezikovni in splošno kulturni izmenjavi.
Po njem je ime dobil tudi "Otok Meroë", tj. moderna pokrajina Butana med reko Nil pri Kartumu na zahodu do reke Atbarah na vzhodu, ter od Asuana na severu do Etiopije in Modrega Nila na jugu. V tej pokrajini se, poleg Meroë, nahajajo ruševine še dveh kušanskih mest - Musawwarat es-Sufra in versko središče Naqa. Vsi skupaj so bili leta 2011 vpisani na UNESCO-v seznam svetovne dediščine.
V mestu Meroë, od koder se je nekaj časa vladalo celemu Egiptu, se nahajajo ostanki templjev in stanovanjskih hiš ter tudi inštalacije obsežnega vodooskrbnega sistema. Nahajališče Meroë je najbolj poznano po dvesto piramidah grupiranih v tri skupine, ki se zaradi edinstvenih proporcev in načina gradnje imenujejo nubijske piramide.

## Zgodovina
Meroë je bila južna prestolnica kraljestva Napata/Meroë (Kuš), ke je cvetelo od 800 do 250 pr. n. št. Glede na delno dešifrirane kušanske tekste, se je mesto izvirno imenovalo Medewi ali Bedewi (Török, 1998). izkopavanja pa so odkrila važno nekropolo kušanskega plemstva iz obdobja Napata (800 - 280 pr. n. št.) na zahodu mesta Meroë (zahodna nekropola).
Meroë kultura se je razvila od 22. dinastije tretjega vmesnega obdobja Starega Egipta, ki je bila porekla iz Kuša. Mesto Meroë je dobilo na pomenu v času kušanskega kralja Arrakkamanija (280 pr. n. št.), ko je kraljevska nekropola prenesena v Meroë iz mesta Napata (Jebel Barkal).
Ko je Rimsko cesarstvo osvojilo Egipt, se je Kušansko kraljestvo s središčem v Meroëju  razširilo proti severu v Egipt. V vojnah z Rimom, ki so sledile, je bilo Kraljestvo Meroë uspešnejše in opustošilo naselja v okolici Asuana. Njihova vojska  je uspela ukrasti glavo kipa cesarja Avgusta, ki so jo pokopali pod stebriščem templja v Meroëju. Na koncu sta obe državi določili mejo pri otoku Samosa, kjer je bil podpisan mirovni sporazum.
Na vrhuncu moči so kralji Meroëja vladali dolini Nila v dolžini preko 1.000 km. Kralji so delili oblast s kraljico-materjo (kandáke, naziv za kraljico mati, ki se je dolgo obdržal v Nubiji in Etiopiji), dvorjani so bili zakladniki, čuvarji pečata, vodje arhivov,  glavni pisarji in dr.
Meroë je v 1. in 2. stoletju začel izgubljati moč, v glavnem zaradi slabljenja tradicionalne industrije v korist rimskega Egipta. Meroë je opisan v grško-rimskem potopisu "Plovba po Eritrejskem morju" (grško: Περίπλους τὴς Ἐρυθράς Θαλάσσης, latinsko: Periplus Maris Erythraei), ki opisuje navigacijo od rimskega Egipta vzdolž obal Rdečega morja in Afriškega roga do obal Indije.
Zadnje obdobje mesta je zapisano na zmagovalni steli neimenovanega vladarja Aksuma (verjetno kralja Ezana), ki je bila postavljena v Meroëju. Glede na napis v grščini se lahko predpostavi, da je "Kralj Aksumita in Omerita" (Aksum in Himyar) vladal okoli leta 330. Dva druga napisa v jeziku giz sta bila najdena ob bližnji piramidi in menijo,  da je iz istega obdobja.
Mesto Meroë je ponovno odkril francoski mineralog Frédéric Cailliaud leta 1821, leta 1834  ga je delno izkopal Giuseppe Ferlini, ki je iskal zaklad. Leta 1844 je raziskoval Karl Richard Lepsius, ki je v Berlin prinesel mnoge spomenike, pa tudi prve prave arheološke študije. Izkopavanja je nadaljeval britanski arheolog E. A. Wallis Budge med letoma 1902-1905, kar je opisal v svojem delu "Egipčanski Sudan: zgodovina in spomeniki" (London, 1907). Britanski vojaki so zgradili cesto do piramid in med njimi in zasuli izkopanine. John Garstang iz Univerze v Liverpoolu je nadaljeval izkopavanja mesta Meroë leta 1910 in odkril palačo in nekaj templjev.
Moderna arheologija ni imela možnosti razskovati Meroë zaradi državljanske vojne (1955–1972 in 1983-2005).

## Zanimivosti
Meroë je bilo močno kraljestvo, katerega bogastvo je prihajalo iz razvite industrije in proizvodnje železa, s katerim so trgovali vse do Indije in Kitajske. Meroë je izvažal tudi egzotične afriške živali, nakit in tekstil iz bombaža, katerega proizvodnja je dosegla vrhunec okoli 400 pr. n. št. Meroë je bil bogat z zlatom, o čemer priča tudi koren egipčanske besede za zlato, nub po Nubiji.
Meroë je zgradil kompleksne sisteme namakanja z napravami sakia, da bi se poboljšalo kmetijstvo v polpuščavskem okolju. V mestu so našli ostanke palače, nekaj templjev in številne stanovanjske hiše.
V nekropolah so odkrili kako so gradili piramide nad grobnimi komorami in ostanke pokopanih ali mumificiranih trupel, ki so bila bogato okrašena z nakitom iz zlata (sedaj v muzejih v Münchenu in Berlinu). Na zidovih so naslikani kralji in njihove kraljice-matere (Kentake), ter nekaj poglavij Knjige mrtvih. Nekaj stel je bilo popisanih z meroitsko pisavo. V grobovih so našli tudi nekaj kovinskih in keramičnih posod. Najboljši kamniti reliefi so bili 1905 odneseni v Britanski muzej (London), delno pa v muzej v Kartumu.
Do 3. stoletja pr. n. št. je egipčanske hieroglife zamenjala avtohtona meroitska pisava, ki je imela 23 črk (znakov) in je nastala kot prevod hieroglifov. Od 7. do 2. stoletja pr. n. št. se je uporabljal tudi staronubijski jezik, ki se je pisal s koptsko pisavo.
Religija je častila več bogov, najbolj so spoštovali boga Apedemaka, bog-vojaka z levjo glavo, ki je bil sin Sekhmeta, častili pa so tudi egipčanska božanstva iz severa, kot so: Amon, Tefnut, Horus, Izida, Tot in Satis.
- Karl Richard Lepsius, Mussawarat en Sufra v 1840-ih
- Apedemakov tempelj v Naqi
- Piramida kraljice Amanitore
- Relief kralja Amanitenmomideja iz njegove piramide (Muzejski otok, Berlin)
- Nakit kraljice Amanishakheto, Berlin